# Station Schieder
Station Schieder (Bahnhof Schieder) is een spoorwegstation in de Duitse plaats Schieder, in de deelstaat Noordrijn-Westfalen. Het station ligt aan de spoorlijn Hannover - Soest, de lijn naar Blomberg is opgebroken.

## Indeling
Het station heeft twee zijperrons, die niet zijn overkapt maar voorzien van abri's. De perrons zijn verbonden via een overweg in de straat Bahnhofstraße. Aan de zuidzijde bevindt zich een parkeerterrein, fietsenstalling en een bushalte. Ook staat hier het stationsgebouw, maar deze wordt als dusdanig niet meer gebruikt.

## Verbindingen
Het station is onderdeel van de S-Bahn van Hannover, die wordt geëxploiteerd door DB Regio Nord. De volgende treinserie doet het station Schieder aan:
| Serie | Treinsoort             | Route | Bijzonderheden                 |
| ----- | ---------------------- | --- | ------------------------------ |
| S5    | S-Bahn (DB Regio Nord) | Hannover Flughafen – Hannover Hbf – Hannover Bismarckstraße – Hamelen – Bad Pyrmont – Schieder – Paderborn Hbf | Flughafen - Hamelen 2x per uur |